# Génération silencieuse
Le terme génération silencieuse se réfère aux personnes nées entre le milieu des années 1920 et le début/milieu des années 1940 environ. Cette génération est intercalée entre la génération grandiose et celle des Babyboomeurs.

## Origine de la dénomination
C'est la couverture du magazine américain Time du 5 novembre 1951 qui utilise pour la première fois ce concept de « génération silencieuse ». L'article du Time nomme ainsi les personnes de cette génération car, ayant vécu la Grande Dépression et ayant participé à la Seconde Guerre mondiale et/ou à la guerre de Corée (pour les États-Unis surtout), elles auraient travaillé dur tout en n'ayant pas été revendicatives.
L'article du Time les décrit comme conventionnelles, possédant un sens moral aléatoire, fatalistes, s'attendant au pire mais restant dans l'espérance.